# Susan Ochoa
Susan Kelly Ochoa Bustamante (Pátapo, 2 de marzo de 1985), más conocida como Susan Ochoa, es una cantautora, compositora y presentadora de televisión peruana.
Apodada «La Voz de Oro del Perú», es conocida por su voz poderosa y fuerza interpretativa.
«Porque esta hembra no llora», «La dueña soy yo» y «Ya no más» han sido algunas de sus canciones con mayor aceptación, esta última fue representante peruana ganando dos gaviotas en el Festival Internacional de la Canción de Viña del Mar en Chile, siendo ganadora absoluta de la Competencia Internacional, en 2019.
Sus obras que tratan de la justicia, empoderamiento y la violencia de género, han generado elogios de la crítica, público y diversas autoridades de Estado.
Es catalogada internacionalmente una de las cantantes de música romántica más importantes de Perú.
En su faceta como presentadora de televisión, ha conducido el programa "Aquí todo se puede", en ATV Perú.
Es considerada junto a Yma Súmac, Chabuca Granda, Tania Libertad, Susana Baca y Eva Ayllón, como las cantantes peruanas que han triunfado en escenarios internacionales.

## Primeros años
A una temprana edad, Ochoa sufrió la pérdida de su padre, tras lo cual siendo la mayor de sus hermanos asumió la responsabilidad de mantener a toda su familia, junto a su madre. Así, ella trabajó en el mercado regional de Lambayeque, vendiendo refrescos, pescados y marcianos (jugos de fruta congelados) con su triciclo. Además, llegó a ser empleada del hogar.
De cualquier modo, Ochoa también practicaba el canto en los coros de diversas iglesias de Lambayeque, incentivada por su madre, porque su familia se dedicaba a la música.

## Carrera

### 2004-2018: Inicios -Porque esta hembra no llora
En 2004, Ochoa ganó el programa de canto Superstar de Panamericana Televisión, obteniendo 10.000 dólares y un contrato para sacar un álbum, el cual se postergó por más de una década.
En 2015, participó en la tercera temporada de La voz Perú de Latina, dentro del grupo de Gian Marco. Terminó en el segundo puesto, detrás de Yamilet de la Jara.
En 2018, concursó en la primera temporada de  Los cuatro finalistas llegando hasta la etapa final.
Luego de la final, a mediados de junio, lanzó su versión de "Porque esta hembra no llora", que durante la competencia, le dio algunos de los mejores comentarios de la audiencia y el jurado. Tuvo notable aceptación y se convirtió en la canción con mayor descargas en Spotify Perú, siendo la primera producción musical de Ochoa en una lista de éxitos.

### 2019-2020:La Dueña Soy Yo- Viña del Mar
Ochoa junto a los compositores: Jesús "El Viejo" Rodríguez, Eva Ayllón y Pelo d'Ambrosio ganaron la oportunidad de participar en el Festival de Viña del Mar de 2019. Interpretó la canción Ya no más, la cual trata sobre la violencia contra la mujer, perteneciente a su primer álbum, La dueña soy yo. Con esa canción logró ganar dos Gaviotas de plata en las categorías de «Mejor intérprete» y «Mejor canción», siendo la responsable de la gala de cierre de esa edición del festival chileno. Debido a la victoria en Viña, Ochoa fue felicitada por el Ministerio de la Mujer y Poblaciones Vulnerables, y el Ministerio de Cultura.
A su llegada, fue ovacionada por cientos de fanáticos y la prensa nacional que estaban esperándola a las afueras del aeropuerto Jorge Chávez, además de ser portada de diversos medios de comunicación. Retornó a su natal Pátapo para brindar un concierto gratuito al aire libre como muestra de agradecimiento, siendo recibida por sonoros aplausos y lleno total, en donde fue nombrada hija ilustre de su ciudad, por poner en alto el nombre del país.
En mayo de 2019, Susan regresó a Chile para promocionar su nuevo disco «La dueña soy yo», una gira de medios y presentaciones en programas de televisión como Rojo de TVN.
En julio, fue condecorada por su talento y logros obtenidos por la Organización de los Estados Americanos (OEA), recibiendo el International Gold Excellence Award, otorgado por la organización Peruvian American National Council (PANC) en Washington D. C. A finales de julio, participó en el Festival de la Peruanidad en Santiago de Chile, por las fiestas patrias peruanas y comunidad residente en el país, desarrollado el 27 y 28 del mismo mes, junto a artistas como Américo, Maricarmen Marín y Corazón Serrano. A mediados del mes de agosto, regresó a la televisión, aunque en esta oportunidad como jurado en el concurso de canto Tu voz sí paga de Latina Televisión.
En septiembre de 2019, acompañada de radio Ritmo Romántica, ofreció un concierto de gala en el Centro de Convenciones María Angola junto a artistas invitados como Pedro Loli y Susan Prieto. A mediados de octubre, mediante sus redes sociales confirma su viaje hacia México, en rumbo a la internacionalización de su música. En el mismo mes, por su importante viaje a México, Susan recibe el «micrófono de oro», otorgado por la Asociación Nacional de Locutores de México.
En diciembre de 2019, fue nominada por Radio Ritmo Romántica en varias categorías: por el tema Ya no más recibió tres nominaciones («romántica del año», «balada del año» y «mejor balada peruana»), el sencillo «La dueña soy yo» compitió en la categoría «mejor balada peruana», además estuvo en la lista de «artistas del año» junto a Gian Marco, Reik, Sebastián Yatra y Romeo Santos.
En enero de 2020, Ya no más, tema compuesto por Jesús “El Viejo” Rodríguez, Eva Ayllón y Pelo d'Ambrosio e interpretado por Ochoa, fue nominado en la categoría «hit del año» del premio Luces 2019 de El Comercio.
El 24 de enero de 2020, Ochoa fue la gran ganadora de los Premios Fama de La República en su edición 2019, imponiéndose en las categorías «artista del 2019», «cantante del año», «disco del año» («La dueña soy yo») y Canción del Año (Ya no más).
El 8 de febrero, estrenó su nuevo sencillo «Mi lindo secreto», tema compuesto por Jesús “El Viejo” Rodríguez y Eva Ayllón, que es una oda al amor.
El 8 de marzo, por el Día de la Mujer, Susan cantó en el anfiteatro del Parque de la Exposición de Lima, junto a la intérprete peruana Eva Ayllón y la cantante chilena Myriam Hernández.
El 12 de abril, presentó un nuevo tema «Como no creer en Dios», una canción de esperanza y calma frente a la crisis mundial sanitaria.
El 5 de mayo, lanzó «No me dejes sola», tema de su autoría realizado por el Día de las Madres.
El 18 de junio, presentó una versión del tema «El hombre que yo amo», de Myriam Hernández.
El 3 de julio, junto al Dúo Idéntico, lanzaron la canción «Se acabó», en todas las plataformas digitales.
El 28 de agosto, presentó en todas las plataformas digitales el tema: «Confesión de amor», dirigido al amor que los padres tienen hacia los hijos, y el 29 del mismo mes hizo su concierto en vivo de forma virtual, a nivel mundial.
El 17 de octubre, estrenó su videoclip «Nunca es suficiente», tema de Natalia Lafourcade en versión balada pop. El 24 de octubre, tuvo su segundo concierto virtual, acompañada del cantante Farik Grippa.
El 14 de noviembre, fue invitada especial en el primer concierto virtual de Shantall Young Oneto junto a Jesús "El Viejo" Rodríguez.
El 4 de diciembre, lanzó junto a la Orquesta Bembé, el tema «Mi amor eres tú», una versión de la canción de su primer álbum, incursionando en la salsa. Posteriormente, recibió el botón de diamante por haber superado los más de 100.000 suscriptores en su canal oficial.

### 2021:Mujer
En enero de 2021, su canción «No me dejes sola» fue nominada como «hit del año» en la categoría Música del premio Luces 2020 del diario El Comercio.
En febrero, junto a Jairo Tafur, imitador de Dyango, ganaron la edición especial de Yo soy, Grandes famosos de Latina Televisión, siendo tendencia nacional.
En de abril, lanzó la cumbia «Amor y deudas», una colaboración con la Orquesta Candela.
En mayo, estrenó su segundo álbum titulado Mujer con 8 canciones, y que cuenta con la participación de las artistas Amy Gutiérrez y Daniela Darcourt. Días después, presentó un show virtual en vivo por el Día de la Madre. También estrenó el videoclip oficial de «Me voy a liberar», el nuevo tema con Amy Gutiérrez.
En julio, sacó el vídeoclip de su sencillo «Que no te mienta», un bolero ranchero de su autoría.
En agosto, fue artista invitada compartiendo con Grupo 5, Antología, Mauricio Mesones, y Cabas de Colombia, para el aniversario número 45 de la agrupación Agua Marina.
El 6 de noviembre, interpretó junto a Daniela Darcourt su canción "Me La Vas A Pagar", en el programa La Voz Kids Perú, siendo además ella misma Co-Coach del equipo Eva Ayllón.

### 2022 - presente:Mujer (En Vivo)
El 18 de marzo de 2022, lanzó su tercer álbum Mujer (En vivo), en todas las plataformas digitales.
El 18 de junio, junto a Eva Ayllón presentaron en el Centro de convenciones Bianca en Barranco, el doble concierto titulado “Un solo corazón”, cuya denominación obedece al gran amor que sienten por la música. La expectativa por el show hizo que se agotaran las entradas, por ello las artistas abrieron una segunda función para el mismo día, siendo un éxito.
El 6 de agosto, Ochoa forma parte de la primera temporada del concurso de canto La gran estrellade América Televisión, ella será una de las artistas que guiarán a los participantes en la competencia.
El 3 de setiembre celebrará su 18 aniversario de carrera artística en el Teatro Plaza Norte, brindando un concierto especial.
El 28 de octubre, el canal ATV anunció que Ochoa incursionará en la conducción de "Aquí todo se puede" junto al actor Ismael La Rosa, programa creado para emprendedores. Además ese día Ochoa junto a la cantante Ruby Palomino, presentaron el concierto titulado "La gran final", combinando la balada y el rock con su mejor repertorio, en Centro de Convenciones Bianca de Barranco.
El 24 de noviembre, junto al cantautor Marco Romero, lanzaron la canción "Me he dado cuenta", una fusión entre el vals criollo y la balada, que narra una historia de desamor. Además Ochoa presentará el próximo 10 de diciembre un concierto íntimo, en La Estación de Barranco, Lima.

## Labor Social

### 2019
En agosto, Susan participó junto a diversos artistas y deportistas nacionales en la Misión Caritas Felices 2019 por la Asociación Civil Misión Caritas Felices y Clínica Delgado para niños y niñas que presenten paladar hendido y labio leporino.
Asimismo, se unió a la colaboración en la Colecta Pública Nacional 2019 de la Liga Peruana de Lucha contra el Cáncer.
En octubre, Ochoa formó parte del himno de la Teletón 2019 «De todos para todos», junto a otros artistas nacionales, que se llevó a cabo el 8 y 9 de noviembre.

### 2020-2021
En febrero, fue presentada como embajadora de Caras & Colores, junto a Anna Carina; la línea Eco-lápices y plumones de Faber-Castell que cuenta con seis tonos de piel, ayudando a niños a representarse como son y con el fin de celebrar la diversidad racial en el país.
En marzo, Ochoa se sumó a la campaña «Con salud yo puedo» de la Liga Peruana de Lucha contra el Cáncer, que buscó incentivar el cuidado preventivo entre mujeres. El 26 de marzo, junto a diversas figuras del ambiente artístico y deportivo se sumaron a la campaña «Perú, sí la hacemos», para generar optimismo en los peruanos, en medio de la lucha contra la pandemia por coronavirus.
A finales de marzo, la Policía Nacional del Perú lanzó un videoclip en el que buscó motivar a la ciudadanía a cumplir con la cuarentena decretada a nivel nacional por el COVID-19, acompañado de una versión de la canción «Ya no más», de Susan Ochoa.
El 11 de abril, Ochoa y otros artistas nacionales se unieron para presentar «Unidos, concierto desde casa» organizado por el Grupo RPP, iniciativa para dar apoyo a Caritas del Perú y la campaña «Yo me sumo» de BCP.
El 17 de abril, bajo el lema «Permanecer unidos es la única forma de triunfar», Susan junto a diferentes exponentes del país cantaron el tema «Contigo Perú» de Augusto Polo Campos, desde sus casas durante la cuarentena, el cual se viralizó en las redes sociales.
El 27 de julio, se unió a varios artistas con el programa Mujeres al mando de Latina Televisión, que lanzó una nueva versión de la canción «Contigo Perú» en todas las redes sociales, como tributo por las Fiestas Patrias peruanas en medio de la pandemia.
El 5 de marzo de 2021, junto a diversos talentos peruanos, lanzaron la canción «Yo quiero vivir en el Perú», incentivando a la población a informarse antes de votar en las elecciones generales.
El 26 de junio, fue la artista encargada de cerrar la Marcha del Orgullo, realizada vía redes sociales, con lema «Bicentenario con resistencia y visibilidad: por un Perú con igualdad para todos».

### 2022 - presente
El 13 de abril de 2022,  en Chiclayo, el caso de una niña de 3 años que fue secuestrada y ultrajada impactó al país causando gran indignación, por el cual Ochoa no dudó en expresar su sentir por redes sociales sobre lo sucedido, e interpretó Canción sin miedo, pidiendo justicia, y convocando una movilización en Lima.
El 14 de abril, acudió a la marcha ‘Justicia para Damaris’ para manifestar su indignación por el caso de la niña de tres años abusada en Chiclayo. Desde los exteriores del Palacio de Justicia de la capital, la cantante lamentó que las leyes favorezcan a los violadores y pidió la pena de muerte.

## Influencias y estilo
Desde su niñez en su natal Pátapo, Ochoa tomaba clases de canto, aprendiendo técnica vocal y dominio escénico, tocando canciones fuertes, compitiendo en concursos de canto y en anfiteatros de la localidad. Comenzando con baladas románticas hasta la actualidad, sus artistas favoritos y señalados como influencia en su música son: Isabel Pantoja, Paloma San Basilio, Rocío Dúrcal, Yuri, Amanda Miguel, José José, Luis Miguel, Alejandra Gúzman, Thalía, Myriam Hernández, Mon Laferte, Juan Gabriel y Eva Ayllón. También incursionó en otros géneros musicales, lanzando la canción «No me arrepiento de este amor» de Gilda, en versión bachata, «Fuera de mi vida» de Valeria Lynch, en versión cumbia y su tema «Mi amor eres tú» con la Orquesta Bembé, en versión salsa.

### Crítica Nacional
“Cada vez que Susan participaba me ponía en aprietos, porque ya se me habían acabado los adjetivos para elogiarla. Había usado ‘extraordinaria’, ‘impresionante’, ‘única’, ‘imbatible’, etc. y no quería repetirlos en mis nuevos comentarios. Era perfecta.”. Según una publicación del músico peruano Pedro Suárez-Vértiz con el diario El Comercio (Perú).

“Cuando fui tu coach en La Voz Perú yo no hice absolutamente nada, pues tú ya venías con todo lo que ahora tienes. Solo era cuestión de tiempo". Según unas declaraciones vía redes sociales del cantautor peruano Gian Marco publicado por el diario El Comercio (Perú).

“Ya le tenía mucho aprecio desde La Voz Perú y Los cuatro finalistas. Luego, confiamos en su voz para Viña…, que para mí es algo inolvidable. En verdad, la admiro, la quiero y la respeto. Tiene mucho temperamento para cantar, es de las mías, es una gran cantante y compañera”. Según una entrevista de la cantante peruana Eva Ayllón con la agencia de noticias Andina (Perú).

“Es la primera vez que te escucho en vivo y es un privilegio de verdad. Te felicito por tus logros y para mí es un gran honor escucharte en vivo. Déjame decirte que me has dejado impresionado”. Según unas declaraciones del productor discográfico Tony Succar en un programa de televisión publicado por el diario El Comercio (Perú).

### Crítica Internacional
Debido a su talento y entrega, Ochoa ha sido elogiada por diversos artistas internacionales como: Luis Enrique, Álex Lora, Chyno Miranda, Yuri, Carlos Rivera, Sebastián Yatra, Cami, Becky G, Humberto Gatica, María Gabriela de Faría, Álvaro Escobar, Constanza Santa María, Luka Tudor, Myriam Hernández, Américo, Joey Montana, Pimpinela, David Bisbal y Sergio George.

## Discografía

### Álbumes
- La dueña soy yo (2019)[112]
- Mujer (2021)[57]
- Mujer (En Vivo) (2022)[113][114]

### Colaboraciones
- «Y qué de mi» con Eva Ayllón (2019)[115]
- «Que nadie sepa mi sufrir» con Destino San Javier (2019)
- «Ya no más coronavirus» con PNP (2020)
- «Se acabó» con Dúo Idéntico (2020)
- «En peligro de extinción» con Farik Grippa (2020)
- «Mi amor eres tú» (versión salsa) con Orquesta Bembé (2020)
- «Yo quiero vivir en el Perú» con varios artistas (2021)
- «Amor y deudas» (versión cumbia) con Orquesta Candela (2021)
- «Me voy a liberar» junto a Amy Gutiérrez (2021)[58]
- «Me la vas a pagar» junto a Daniela Darcourt (2021)[62]
- «Me he dado cuenta» junto a Marco Romero (2022)[116]

## Posicionamiento en listas

### Semanales
| Listas (2018)  | Mejor posición | Canción                     |
| -------------- | -------------- | --------------------------- |
| Perú (Spotify) | 1              | Porque esta hembra no llora |

| Listas (2019)             | Mejor posición | Canción   |
| ------------------------- | -------------- | --------- |
| Perú Pop (Monitor Latino) | 6              | Ya no más |

### Anuales
| Listas (2019)             | Mejor posición | Canción   |
| ------------------------- | -------------- | --------- |
| Perú Pop (Monitor Latino) | 13             | Ya no más |

## Premios y nominaciones
| Año  | Lugar                                                   | País           | Categoría                                 | Trabajo                   | Resultado | Notas   |
| ---- | ------------------------------------------------------- | -------------- | ----------------------------------------- | ------------------------- | --------- | ------- |
| 2004 | Superstar                                               | Perú           | Cantante                                  | Ella misma                | Ganadora  | [ 120 ] |
| 2004 | Alianza Electoral Unidad Nacional                       | Perú           | Artista                                   | Ella misma                | Ganadora  | [ 121 ] |
| 2015 | La voz (Perú)                                           | Perú           | Cantante                                  | Ella misma                | Finalista | [ 122 ] |
| 2018 | Los cuatro finalistas                                   | Perú           | Cantante                                  | Ella misma                | Finalista | [ 123 ] |
| 2019 | LX Festival Internacional de la Canción de Viña del Mar | Chile          | Competencia Internacional                 | Ya no más                 | Ganadora  | [ 124 ] |
| 2019 | LX Festival Internacional de la Canción de Viña del Mar | Chile          | Mejor Intérprete                          | Ya no más                 | Ganadora  | [ 124 ] |
| 2019 | Municipalidad de Pátapo                                 | Perú           | Hija Ilustre                              | Ella misma                | Incluida  | [ 125 ] |
| 2019 | Organización de los Estados Americanos                  | Estados Unidos | Artista condecorada                       | Ella misma                | Incluida  | [ 126 ] |
| 2019 | Asociación Nacional de Locutores de México              | México         | El Micrófono de Oro                       | Ella misma                | Ganadora  | [ 127 ] |
| 2019 | Ritmo Romántica                                         | Perú           | Romántica del Año                         | Ya no más                 | Nominada  | [ 128 ] |
| 2019 | Ritmo Romántica                                         | Perú           | Balada del Año                            | Ya no más                 | Nominada  | [ 128 ] |
| 2019 | Ritmo Romántica                                         | Perú           | Mejor Balada Peruana                      | Ya no más                 | Nominada  | [ 128 ] |
| 2019 | Ritmo Romántica                                         | Perú           | Mejor Balada Peruana                      | La Dueña Soy Yo           | Nominada  | [ 128 ] |
| 2020 | Premios Luces de El Comercio                            | Perú           | HIT del año                               | Ya no más                 | Nominada  | [ 129 ] |
| 2020 | Premios FAMA de La República                            | Perú           | Mejor Artista                             | Ella misma                | Ganadora  | [ 130 ] |
| 2020 | Premios FAMA de La República                            | Perú           | Mejor Cantante                            | Ella misma                | Ganadora  | [ 130 ] |
| 2020 | Premios FAMA de La República                            | Perú           | Mejor Disco                               | La Dueña Soy Yo           | Ganadora  | [ 130 ] |
| 2020 | Premios FAMA de La República                            | Perú           | Mejor Canción                             | Ya no más                 | Ganadora  | [ 130 ] |
| 2020 | Ritmo Romántica                                         | Perú           | Mejor Balada Peruana                      | Se acabó junto a Idéntico | Nominada  | [ 131 ] |
| 2020 | Ritmo Romántica                                         | Perú           | Mejor Colaboración                        | Se acabó junto a Idéntico | Nominada  | [ 131 ] |
| 2021 | Premios Luces de El Comercio                            | Perú           | HIT del año                               | No me dejes sola          | Nominada  | [ 132 ] |
| 2021 | Anexo:Vigesimonovena temporada de Yo soy                | Perú           | Yo Soy: Grandes Batallas, Grandes Famosos | Ella misma                | Ganadora  | [ 133 ] |